# Бабанов, Владислав Юрьевич
Владислав Юрьевич Бабанов (род. 18 июня 1976, Пенза) — российский хоккеист, нападающий, тренер.

## Биография
Воспитанник пензенского хоккея, первый тренер Василий Ядренцев. Сезон 1993/94 провёл в команде «Крылья Советов-2», за первую команду сыграл в МХЛ два матча в ноябре; в первом — против «Металлурга» Череповец (2:4) — забросил шайбу. По ходу следующего сезона вернулся в Пензу и стал играть за «Дизелист». В сезоне 1996/97 выступал за «Авангард» Тамбов и «Дизель-2». За «Дизель-2» играл в течение следующих двух лет, в сезоне 1997/98 провёл 6 матчей в РХЛ. Сезон 1999/2000 начал в «Дизеле», затем перешёл в саратовский «Кристалл»; по ходу следующего сезона вернулся обратно. В сезоне 2001/02 провёл два матча за «Нефтяник» Лениногорск и принял решение завершить карьеру в 25 лет из-за ранее полученной травмы.
Бронзовый призёр зимней Универсиады 1995.
В 2004—2006 годах был главным тренером команды «Дизеля» 1995 года рождения. В 2007 году переехал в Альметьевск, где работал тренером детско-юношеской спортивной школы «Нефтяника». В 2015 году стал директором школы, курировал строительство Центра хоккейной подготовки «Нефтяник». В июле 2024 года возглавил спортивную школу «Ак Барса».